# Super Cat

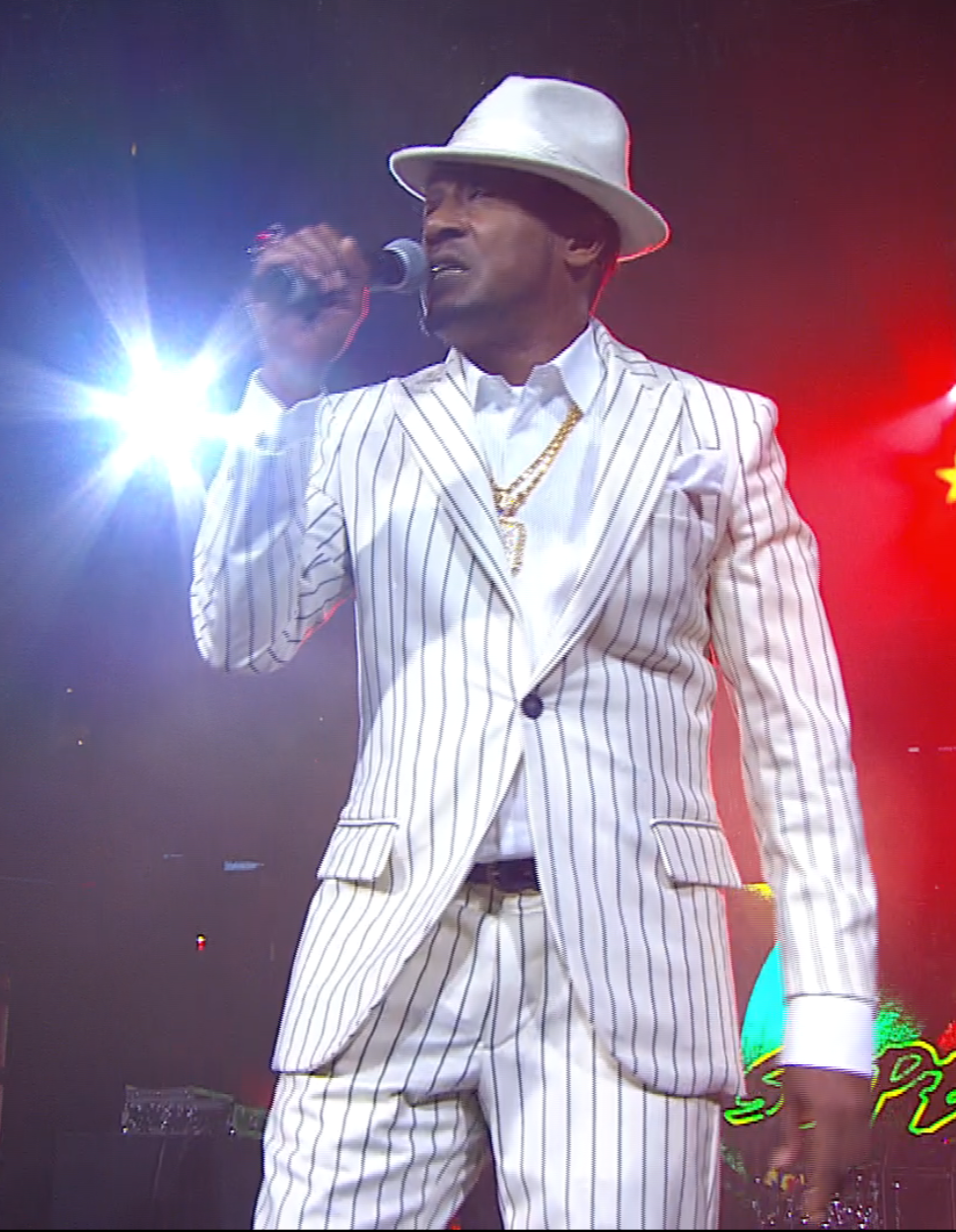
Super Cat, 2021

Super Cat, auch bekannt unter dem Namen Wild Apache (* 25. Juni 1963 als William Maragh in Kingston), ist ein jamaikanischer Dancehall-Deejay, der vor allem Ende der 1980er bis Anfang der 1990er Jahre große Erfolge hatte.

## Biografie

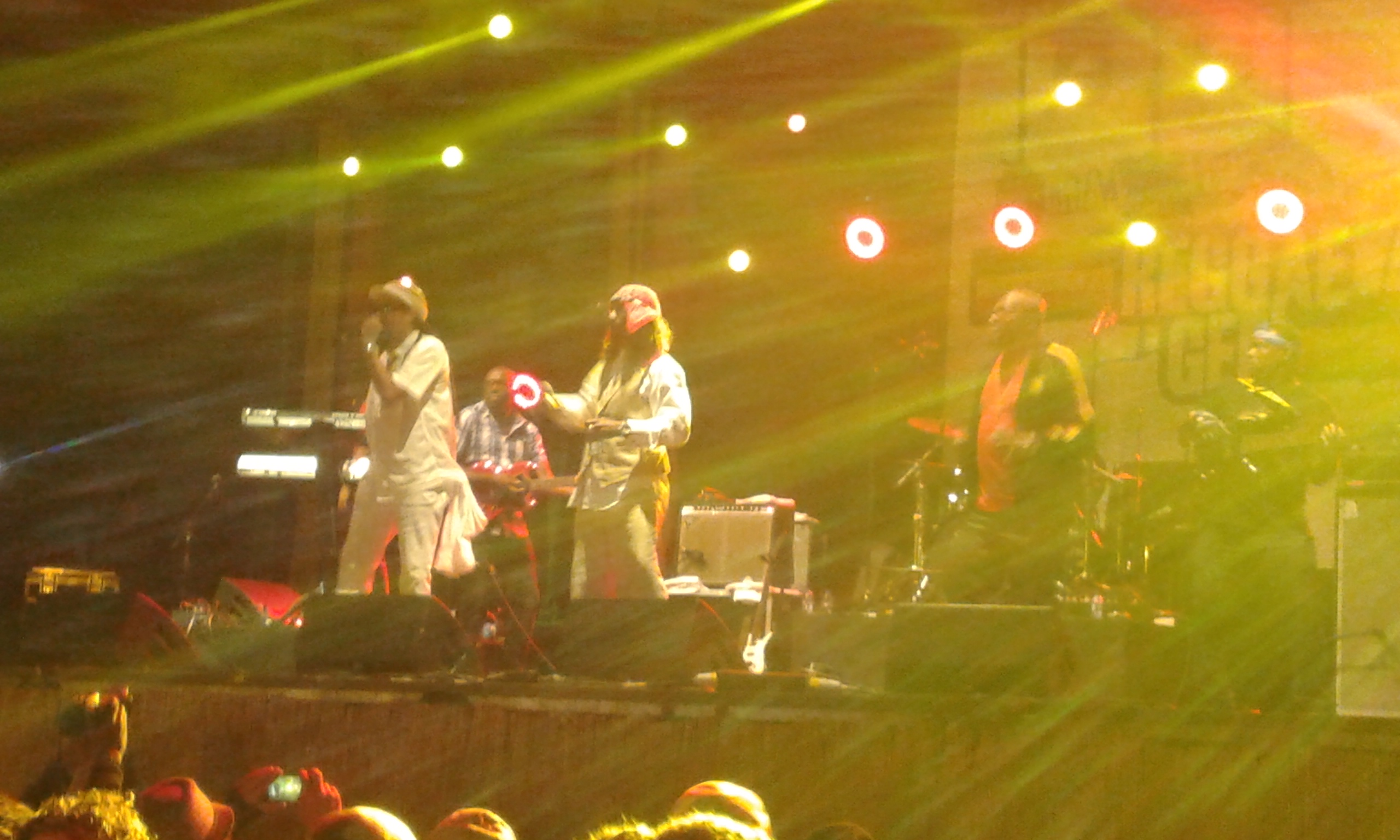
Super Cat beim Reggae Geel, 2015

Geboren und aufgewachsen ist Maragh im Kingstoner Stadtviertel Seivright Gardens. Seine Mutter ist Afrojamaikanerin und sein Vater Jamaikaner indischer Abstammung. William Maragh begann seine Karriere in den 1970er Jahren als Deejay eines Live-Soundsystems. Er toastete dort unter dem Namen „Cat-A-Rock“. Seine erste Single erschien 1981 beim Label Techniques des Produzenten Winston Riley und trug den Namen "Mr. Walker". Riley war es auch, der die Single produzierte. Nachdem er Anfang der 1980er Jahre eine kurze Gefängnisstrafe verbüßen musste, stieg er 1983 im bekannten Killamanjaro-Soundsystem als Deejay ein. Dort bekam er von seinem Mentor Early B den Spitznamen „Wild Apache“.
1984 erschien Super Cats zweite Single Sit Down Pon It bei dem jamaikanischen Label Powerhouse. Im selben Jahr kam eine Reihe weiterer Singles bei verschiedenen Labels in den Handel. Zwei Jahre später veröffentlichte das jamaikanische Label Skengdon das erste Album des Künstlers, Boops!. Zu dieser Zeit war Super Cat einer der gefragtesten Deejays von Jamaika.
Das zweite Album erschien weitere zwei Jahre später. Nach einigen Single-Erfolgen gründete Maragh 1987 sein eigenes Label, das er nach seinem Spitznamen Wild Apache nannte. 1991 erschien das Album Cabin Stabbin, das er zusammen mit den jamaikanischen Deejays Junior Demus und Nicodemus herausbrachte. Die Platte war das erste Dancehallalbum, das von mehreren Deejays gemeinsam veröffentlicht wurde.
Anfang der 1990er unterzeichnete Super Cat in New York einen Vertrag mit dem Major-Label Columbia Records, bei dem später drei Alben und mehrere Singles erschienen. Nach mehreren TV-Auftritten und weltweiten Tourneen wurde er 1993 von mehreren Seiten zum Dancehall-Deejay des Jahres gekürt. In der zweiten Hälfte der 1990er Jahre ging seine Produktivität deutlich zurück. 1997 erschien eine einzelne Single mit dem Namen All These Girls Are Mine in Zusammenarbeit mit dem Roots-Sänger Horace Andy. 1998 folgte das bei Columbia Records verlegte Album The Good, the Better, the Best of Super Cat. 2003 folgte der Longplayer Take Two, ein Feature mit Mad Cobra.
Zwischen 2000 und 2004 erschienen wieder vermehrt Singles, von denen Reggae Matic die vorerst letzte war. Erst 11 Jahre später kam mit Ever Ready eine weitere Single in den Handel. Super Cat inspirierte viele bekannte Deejays, wie z. B. Sean Paul, und blieb einer der legendärsten Dancehall-Deejays von Jamaika. Das lag vor allem daran, dass seine Dubplate in Soundclashes für das jeweilige Soundsystem, das diese Songs spielte, meist einen Sieg zufolge hatte.

## Diskografie

### Alben
| Jahr | Titel                                                      | Höchstplatzierung, Gesamtwochen, AuszeichnungChartplatzierungen (Jahr, Titel, Platzierungen, Wochen, Auszeichnungen, Anmerkungen) | Höchstplatzierung, Gesamtwochen, AuszeichnungChartplatzierungen (Jahr, Titel, Platzierungen, Wochen, Auszeichnungen, Anmerkungen) | Anmerkungen |
| Jahr | Titel                                                      | Reggae | R&B | Anmerkungen |
| ---- | ---------------------------------------------------------- | --- | --- | --- |
| 1992 | Don Dada Columbia Records                                  | Reggae11 (13 Wo.)Reggae | R&B37 (43 Wo.)R&B | Erstveröffentlichung: Mai 1992 Eintritt in die Reggae-Charts erst im Februar 1994 Produzenten: Andrew Harpaul, Robert Livingston, William Maragh                         |
| 1994 | The Good, the Bad, the Ugly and the Crazy Columbia Records | Reggae6 (8 Wo.)Reggae | — | Erstveröffentlichung: Juni 1994 mit Junior Cat, Junior Demus und Nicodemus Produzenten: Wild Apache Productions, Hyman Wright, Little Louie Vega, Tony Kelly, W. Johnson |
| 1995 | The Struggle Continues Columbia Records                    | Reggae6 (29 Wo.)Reggae | R&B60 (6 Wo.)R&B | Erstveröffentlichung: August 1995 Produzenten: William Maragh, Erick Sermon, Muggs, Rodrick Kirkpatrick                                                                  |

Weitere Alben
- 1985: Si Boops Deh (Techniques)
- 1986: Boops! (Skengdon)
- 1988: Sweets for My Sweet (Wild Apache)
- 1990: Cabin Stabbin (mit Neckademus und Junior Demus; VP Records)
- 2003: Take Two (mit Mad Cobra; Sony Music Entertainment)

### Kompilationen
- 1998: The Good, the Better, the Best of Super Cat
- 1999: Showcase (mit Early B und Papa Kojak)

### Singles
| Jahr | Titel Album                              | Höchstplatzierung, Gesamtwochen, AuszeichnungChartplatzierungen (Jahr, Titel, Album, Platzierungen, Wochen, Auszeichnungen, Anmerkungen) | Höchstplatzierung, Gesamtwochen, AuszeichnungChartplatzierungen (Jahr, Titel, Album, Platzierungen, Wochen, Auszeichnungen, Anmerkungen) | Höchstplatzierung, Gesamtwochen, AuszeichnungChartplatzierungen (Jahr, Titel, Album, Platzierungen, Wochen, Auszeichnungen, Anmerkungen) | Höchstplatzierung, Gesamtwochen, AuszeichnungChartplatzierungen (Jahr, Titel, Album, Platzierungen, Wochen, Auszeichnungen, Anmerkungen) | Anmerkungen |
| Jahr | Titel Album                              | UK | US | R&B | Dance | Anmerkungen |
| ---- | ---------------------------------------- | --- | --- | --- | --- | --- |
| 1992 | It Fe Done Don Dada                      | UK66 (1 Wo.)UK | — | — | — | Erstveröffentlichung: Juni 1992 feat. Josie Wales Autor: William Maragh                                                                   |
| 1992 | Ghetto Red Hot Don Dada                  | — | — | R&B89 (6 Wo.)R&B | Dance43 (4 Wo.)Dance | Erstveröffentlichung: Juli 1992 Autor: Collin „Bulby“ York                                                                                |
| 1992 | Dem No Worry We Don Dada                 | — | — | R&B87 (6 Wo.)R&B | Dance21 (11 Wo.)Dance | Erstveröffentlichung: November 1992 Autoren: Heavy D, William Maragh                                                                      |
| 1993 | Dolly My Baby Cool Runnings (Soundtrack) | — | — | R&B64 (19 Wo.)R&B | — | Erstveröffentlichung: März 1993 vom Soundtrack des Films Cool Runnings Autoren: William Maragh, Trevor Sparks                             |
| 1993 | Alright Da Bomb                          | UK47 (2 Wo.)UK | US19 Gold · (19 Wo.)US | R&B8 (20 Wo.)R&B | Dance40 (5 Wo.)Dance | Erstveröffentlichung: Juli 1993 Kris Kross feat. Super Cat inkl. Samples aus Slaves Just a Touch of Love Autoren: Da Brat, Jermaine Dupri |
| 1995 | My Girl Josephine The Struggle Continues | UK22 (4 Wo.)UK | — | — | — | Erstveröffentlichung: April 1995 feat. Jack Radics Autoren: Dave Bartholomew, Fats Domino, Super Cat Original: Fats Domino, 1960          |
| 1995 | GirlsTown –                              | — | US99 (1 Wo.)US | R&B59 (13 Wo.)R&B | — | Erstveröffentlichung: August 1995 Autoren: Erick Sermon, William Maragh                                                                   |
| 1998 | Fly Floored                              | UK58 (2 Wo.)UK | — | — | — | Erstveröffentlichung: Januar 1998 Sugar Ray feat. Super Cat Autoren: Sugar Ray, William Maragh                                            |
| 2003 | Na Na Na Na Hot & Wet                    | — | US75 (6 Wo.)US | R&B24 (13 Wo.)R&B | — | Erstveröffentlichung: Juli 2003 112 feat. Super Cat Autoren: Marvin Scandrick, Quinnes Parker                                             |

Weitere Singles
| - 1981: Mr. Walker (mit Brok Back) - 1982: Dance Inna New York - 1984: Walk-a-Ton - 1984: Under Pressure - 1984: Sid Down Pon It - 1984: Me Glad She Gone - 1985: Ride and Shut Off - 1985: Trash and Ready - 1985: Vineyard Party - 1986: Boops - 1986: Pops - 1986: Jah Paradise - 1987: Mud Up - 1987: Permit Fi Gun - 1987: Sweet for My Sweet - 1987: Wild Apache - 1987: Teach Them Sumuh - 1988: Sandokan - 1990: Cabin Stabbing (mit Nicodemus und Junior Demus) - 1990: Dan Dada - 1990: Them No Care - 1990: Nuff Man a Dead - 1991: Tun It Over - 1991: Material World (mit Buro Banton) - 1992: A Wa Do Them (mit Tiger) | - 1993: The Good, the Bad, the Ugly & the Crazy - 1994: Crazy Love - 1994: Scalp Dem - 1994: A Tribute to Early B - 1994: Outta Dem Trouble - 1994: Scalp Them - 1994: Too Greedy - 1995: Dance - 1995: Turn (Muggs Remix) - 1995: Ready Back - 1996: Jah Is Real - 1996: One Man Alone - 1997: De Man Is Alive - 1997: All These Girls Are Mine (mit Horace Andy) - 1998: Come Down - 1998: Word Sound & Power - 1998: Long Longi La La - 1998: Sexy Go Check It - 1999: Chris - 1999: Sweet Argument - 2000: Jah Run Things - 2001: Bass & Treble - 2004: Reggae Matic - 2015: Ever Ready |

*Super Cat hat viele Riddims besungen bzw. betoastet und viele Singles mit unbekannten Veröffentlichungsdaten herausgebracht, die hier nicht aufgelistet sind.